# Núcleo paragigantocelular
O núcleo paragigantocelular (nPGi) é uma parte do cérebro, localizada no bulbo rostral ventromedial. Trata-se de uma região fundamental do tronco cerebral envolvida na expressão das mudanças cardiovasculares e respiratórias ocorridas após a ativação do sistema nervoso simpático.  O nPGi é um dos dois principais nervos aferentes do cerúleo, e projeta colateralmente ao LC e ao núcleo do trato solitário. Os neurônios dessa região estão, também, associados a processos analgésicos. Além disso, os neurônios desse espaço têm distribuição importante pelas demais áreas cerebrais que são importantes para a nocicepção e para o sistema nervoso autonômico.